# 聖查爾斯 (密歇根州)
聖查爾斯（英語：St. Charles）是位於美國密歇根州薩吉諾縣布蘭特鎮區、聖查爾斯鎮區及斯旺克里克鎮區的一個村。

## 人口
根據2020年美國人口普查的數據，聖查爾斯的面積為5.62平方千米，當中陸地面積為5.42平方千米，而水域面積為0.20平方千米。當地共有人口1992人，而人口密度為每平方千米354人。